# Rey-Osterrieth Complex Figure Test
Der Rey–Osterrieth Complex Figure Test (ROCF) ist ein neuropsychologischer Test zur Erfassung der Fähigkeit der räumlich visuellen Konstruktion und der visuellen Gedächtnisleistung. Auch wird der Test zur Erfassung exekutiver Funktionen eingesetzt.

## Geschichte
Der Test wurde ursprünglich 1941 von André Rey entwickelt und 1944 von Paul Alexandre Osterrieth standardisiert.
Das Ziel des Tests war es, zwischen Wahrnehmungs- und Gedächtnisstörungen unterscheiden zu können, und ob die Störungen auf Lernschwierigkeiten oder hirnorganische Ursachen zurückzuführen sind.

## Testbedingungen
Der ROCF besteht aus einem Muster verschiedener geometrischer Elemente, die in 18 Einheiten zerlegt werden können. Die Figur kann am ehesten als ein auf der Seite liegendes Haus bezeichnet werden.
Die Durchführung des Tests erfolgt in drei Bedingungen: 
- Abzeichnen: Die Probanden bekommen die Figur vorgelegt und werden gebeten diese so genau wie möglich abzuzeichnen.
- unmittelbarer Abruf: Nach etwa drei Minuten werden die Probanden gebeten die Figur aus dem Gedächtnis zu zeichnen.
- verzögerter Abruf: Nach etwa 30 Minuten werden die Probanden erneut gebeten die Figur aus dem Gedächtnis zu zeichnen.

## Einsatzmöglichkeiten
Der Test kann bei Kindern und Erwachsenen eingesetzt werden und in den Bereichen der Neuropsychologie und Berufsberatung. Des Weiteren eignet sich der Test gut bei Menschen mit Planungsschwierigkeiten, Gedächtnisstörungen oder mit konstruktiver Apraxie.